# Limnophila micropriapus
Limnophila micropriapus är en tvåvingeart som beskrevs av Alexander 1981. Limnophila micropriapus ingår i släktet Limnophila och familjen småharkrankar. Inga underarter finns listade i Catalogue of Life.